# 羅店瀏河戰鬥
羅店瀏河戰鬥發生於1937年8月12－9月11日，地點則是在現今中國上海寶山區羅店鎮和江蘇省瀏河鎮一帶。是抗日戰爭淞沪会战中主要戰鬥之一，交戰一方為守軍之國民革命軍，另一方則為日軍。戰鬥末了，兩地攻守互易多次。日軍將罗店称为“血肉磨坊”。